# Ochlodes yuma
Ochlodes yuma es una especie de mariposa de la familia Hesperiidae que fue descrita originalmente con el nombre de Hesperia yuma, por W.H. Edwards, en 1873, a partir de ejemplares de procedencia desconocida.

## Distribución
Ochlodes yuma tiene una distribución restringida a la región Neotropical y ha sido reportada en Estados Unidos, California, W.Colorado.

## Plantas hospederas
Las larvas de O. yuma se alimentan de plantas de la familia Poaceae. Se ha reportado en Phragmites australis.